# 日本の映画監督一覧
日本の映画監督一覧（にほんの えいがかんとくいちらん）は、ウィキペディア日本語版に記事が存在する日本の映画監督の一覧。テレビドラマの監督も含む。
あ行 - か行 - さ行 - た行 - な行 - は行 - ま行 - や行 - ら行 - わ行 - 関連項目

## あ行
- 愛染恭子
- 合月勇
- 青山真治
- 明石知幸
- 赤坂長義
- あがた森魚
- 赤羽博
- 秋元康
- 秋原北胤（秋原正俊）
- 阿久根知昭
- 朝原雄三
- 朝間義隆
- 安達寛高
- 足立正生
- 安濃高志
- 油谷誠至
- 阿部記之
- アベユーイチ
- 阿部豊
- アミノテツロー
- 雨宮慶太
- 荒戸源次郎
- 安藤尋
- 庵野秀明
- 飯田譲治
- 飯塚健
- 飯塚敏明
- 家城巳代治
- 五十嵐匠
- 幾原邦彦
- 池田剛
- 池田敏春
- 池広一夫
- 池谷薫
- 井坂聡
- 石井岳龍
- 石井克人
- 石井隆
- 石井竜也
- 石井輝男
- 石井康晴
- 石井裕也
- 石川寛
- 石川慶
- 石黒昇
- 石田秀範
- 石ノ森章太郎（故人）
- 石原興
- 石原慎太郎（故人）
- ガッツ石松
- 石山タカ明
- 和泉聖治
- 泉谷しげる
- 磯村一路
- 板倉真琴
- 伊丹十三（故人）
- 伊丹万作
- 市井昌秀
- 市川崑
- 市川徹
- 市川準
- 市野龍一
- 井筒和幸
- 井手洋子
- 伊藤峻太
- 伊藤大輔
- 伊藤誠
- 伊藤裕彰
- 伊藤俊也
- 稲垣浩
- 稲葉蛟児
- 今泉力哉
- 犬塚稔
- 犬童一心
- 犬童一利
- 井上梅次
- 井上康平
- 井上春生
- 井上正夫
- 猪俣ユキ
- 今井夏木
- 今井正
- 今井雅之（故人）
- 今岡信治
- 今掛勇
- 今関あきよし
- 今田哲史
- 今津秀邦
- 今村昌平
- 入江悠
- 岩井俊二
- 岩田ユキ
- 岩永洋
- ウエダアツシ
- 上田慎一郎
- 植田尚
- 上田義彦
- 宇賀那健一
- 宇崎竜童
- ウスイヒロシ
- 内田英治
- 内田けんじ
- 内田吐夢
- 内田安夫
- 内村光良
- ジーコ内山
- 梅澤淳稔
- 梅津明治郎
- 浦山桐郎
- 江崎実生
- 枝川弘
- 榎本憲男
- 遠藤一平
- 大江秀夫
- 大川俊道
- 大九明子
- 大嶋拓
- 大島渚
- 大澤豊
- 大谷健太郎
- 大友克洋
- 大仁田厚
- 大根仁
- 大山千賀子
- 岡田麿里
- 小沼雄一
- 大橋慶三
- 太田昭和
- 太田光
- 大畑創
- 大林宣彦
- 大野伸介
- 大森一樹
- 大森研一
- 大森寿美男
- 大森立嗣
- 大森美香
- 岡太地
- 緒方明
- 緒方貴臣
- 岡本喜八
- 岡本愛彦
- 小川王子
- 小川紳介
- 荻上直子
- 沖田修一
- 奥秀太郎
- 奥田瑛二
- 奥中惇夫
- 小栗康平
- 小栗旬
- OZAWA
- 小澤啓一
- 押井守
- 小田一生
- 小田和正
- 小田基義
- 小田切譲（オダギリジョー）
- 落合正幸
- 御茶漬海苔
- 小津安二郎
- 小野さやか
- 小野寺昭憲
- 折田至
- 恩地日出夫

## か行
- 筧昌也
- 柿崎ゆうじ
- 笠木望
- 笠谷圭見
- 柏原寛司
- 梶野竜太郎
- 片岡秀明
- 片渕須直
- 片山一良
- 香月秀之
- 勝新太郎
- 加藤彰
- 加藤泰
- 加藤行宏
- 加藤義一
- 角川春樹
- 金森正晃
- 金井純一
- 金井勝
- 兼重淳
- 金子修介
- 金子文紀
- 金田治
- 金丸雄一
- 兼森義則
- 神山健治
- 神山征二郎
- 亀井亨
- 亀垣一
- 河合由美子
- 河合義隆
- 川口浩史
- 河崎実
- 河崎義祐
- 川島透
- 川島雄三
- 川尻善昭
- 河瀨直美
- 河田秀二
- 川野浩司
- 川村清人
- 川村泰祐
- 寒竹ゆり
- きうちかずひろ
- 岸本司
- 喜多一郎
- 北川悦吏子
- 北野武
- 北村龍平
- 衣笠貞之助
- 木下惠介
- 木下高男
- 木下半太
- 木村恵吾
- 木村茂之
- 木村大作
- 木村威夫
- 木村ひさし
- 木村祐一
- 喜屋武靖
- 金秀吉
- 清原惟
- 工藤栄一
- 草野陽花
- 楠葉宏三
- 久世光彦
- 久保直樹
- 窪川健造
- 窪田崇
- 窪田将治
- 熊澤尚人
- 熊井啓
- 熊坂出
- 神代辰巳
- 倉内均
- 倉田準二
- 倉貫健二郎
- 蔵原惟二
- 蔵原惟繕
- 黒川竹春
- 黒木和雄
- 黒澤明
- 黒沢清
- 黒田義之
- 黒土三男
- 宮藤官九郎
- 国米修市
- 劇団ひとり
- ケラリーノ・サンドロヴィッチ
- 小池匠
- 小泉堯史
- 小泉徳宏
- 上坂浩光
- 合田経郎
- 鴻上尚史
- 高明
- 五社英雄
- 五所平之助
- 小島康史
- こだま兼嗣
- 後藤俊夫
- 後藤大輔
- 五藤利弘
- 小中和哉
- 小林啓一
- 小林悟
- 小林聖太郎
- 小林大介
- 小林正樹
- 小林政広
- 小林義則
- 小松隆志
- 小松壮一郎
- 小峯隆生
- 是枝裕和
- 頃安祐良
- 今敏
- 近藤明男
- 権野元

## さ行
- 雑賀俊郎
- 斎藤耕一
- 齊藤工
- 斎藤寅次郎
- 斎藤久志
- 斎藤武市
- 斎藤光正
- 祭文太郎
- 崔洋一
- 三枝健起
- 坂井厚太
- 酒井麻衣
- 坂上忍
- 榊英雄
- 坂口拓
- 坂本浩一
- 阪本順治
- 坂牧良太
- 桜井亜美
- 佐々木友紀
- 佐々木浩久
- 佐々部清
- 貞永方久
- 佐藤嗣麻子
- 佐藤順一
- 佐藤純彌
- 佐藤信介
- 佐藤闘介
- 佐藤東弥
- サトウトシキ
- 佐藤肇
- 佐藤寿保
- 佐藤太
- 佐藤祐市
- 佐藤零郎
- 佐野和宏
- SABU
- 澤井信一郎
- 澤田幸弘
- 椎名誠
- 塩田明彦
- 静野孔文（しずのこうぶん）
- 七里圭
- 実相寺昭雄
- 品川ヒロシ
- 篠崎誠
- 篠田正浩
- 篠原哲雄
- 七字幸久
- 柴﨑貴行
- 芝田浩樹
- 柴山健次
- 芝山努
- 渋谷昶子
- 渋谷実
- 渋谷悠
- 白石和彌
- 白石晃士
- 白鳥哲
- 白羽弥仁
- 島津保次郎
- 島田伊智郎
- 島田紳助
- 志水淳児
- 清水崇
- 清水宏
- 清水浩
- 城定秀夫
- 生野慈朗
- 新海誠
- 新城卓
- 新藤風
- 新藤兼人
- 陣内孝則
- 新房昭之
- 周防正行
- 須賀大観
- 須川栄三
- 杉井ギサブロー
- 杉作J太郎
- 杉田愉
- 杉田成道
- 杉野希妃
- 鈴井貴之
- 鈴木清順
- 鈴木太一
- 鈴木卓爾
- 鈴木則文
- 鈴木英夫
- 鈴木雅之
- 砂田麻美
- スパイシーマック
- 諏訪敦彦
- 相米慎二
- 瀬川昌治
- 瀬木直貴
- 関根光才
- 関根和美
- 関本郁夫
- 瀬田なつき
- 瀬々敬久
- センス@
- 外山文治
- 曽根中生
- 園子温
- 曽利文彦

## た行
- 大工原正樹
- 太一
- 大地丙太郎
- 高田雅博
- 髙橋渉
- 高橋栄樹
- 高橋伴明
- 高橋勝
- 高橋玄
- 高橋良輔
- 高畑勲
- タカハタ秀太
- 高林陽一
- 鷹森立一
- 田川幹太
- 滝田洋二郎
- 瀧本智行
- 田口哲
- 田口トモロヲ
- 匠馬敏郎
- 武正晴
- 竹内英孝
- 武内英樹
- 武田鉄矢
- 竹中直人
- 竹林紀雄
- 竹本弘一
- 竹本昇
- 多胡由章
- 田坂具隆
- 田崎恵美
- 田﨑竜太
- 田代尚也
- 唯野未歩子
- 立川志らく
- 田中壱征
- 田中絹代
- 田中徳三
- 田中秀夫
- 田中佑和
- タナダユキ
- 谷口千吉
- 谷口悟朗
- 谷口正晃
- 近浦啓
- 千野皓司
- 千葉真一
- 千葉誠治
- 千葉泰樹
- 月川翔
- 月野木隆
- 月下秀之
- 塚田義博
- 塚本晋也
- 塚本連平
- 辻仁成
- 辻裕之
- 辻岡正人
- 辻本貴則
- 津島勝
- 土屋トカチ
- 土屋豊
- 筒井武文
- 堤幸彦
- 円谷英二
- 坪川拓史
- 坪島孝
- 出﨑哲
- 出崎統
- 勅使河原宏
- 手塚治虫
- 手塚昌明
- 手塚眞
- 出山知樹
- 寺内康太郎
- 寺山修司
- 寺田明人
- 天願大介
- 土井敏邦
- 土井裕泰
- 常盤司郎
- 冨樫森
- 戸田彬弘
- 冨永昌敬
- 富野由悠季
- 友利翼
- 豊田四郎
- 豊田利晃
- 鳥井邦男
- 鳥居元宏

## な行
- 内藤瑛亮
- 内藤誠
- 長石多可男
- 中井邦彦
- 中江功
- 中江裕司
- 長江俊和
- 長尾直樹
- 中川究矢
- 中川信夫
- 中川龍太郎
- 長崎俊一
- 中澤祥次郎
- 長澤雅彦
- 中島貞夫
- 中島信也
- 中島哲也
- 中島央
- 長島一由
- 中田圭
- 中田新一
- 中田信一郎
- 中田秀夫
- 中田博之
- 永田琴
- 中野裕之
- 中野量太
- 中原俊
- 長久允
- 中平康
- 長嶺高文
- 中村英児
- なかむらたかし
- 中村登
- 中村祐太郎
- 中村義洋
- 中山節夫
- 永山耕三
- 那須博之
- 夏衣麻彩子
- 並木浩士
- 成田裕介
- 成瀬巳喜男
- 西冬彦
- 西尾大介
- 西河克己
- 西川美和
- 西谷真一
- 西谷弘
- 西野亮廣
- 西村潔
- 西村喜廣
- 西村元男
- 西村了 (映画監督)
- 新田栄
- 蜷川実花
- 蜷川幸雄
- 二ノ宮隆太郎
- 根岸吉太郎
- 野田幸男
- 野火明
- 野村芳亭
- 野村芳太郎

## は行
- 萩生田宏治
- 萩庭貞明
- 萩本欽一
- 橋口亮輔
- ハシテツヤ
- 橋本一
- 橋本忍
- 橋本信一
- 長谷川和彦
- 長谷部安春
- 英勉
- 花堂純次
- 塙幸成
- 羽仁進
- 羽仁未央
- 馬場康夫
- 濱口竜介
- 浜野佐知
- 林海象
- 林田賢太
- 林正明
- 林一嘉
- 早瀨憲太郎
- ハヤフサヒデト
- 原一男
- 原恵一
- 原將人
- 原田泉
- 原田昌樹
- 原田眞人
- 春本雄二郎
- 東陽一
- 久松静児
- 菱川勢一
- 菱沼康介
- ジョン・ヒジリ
- 左幸子
- 日向朝子
- 平岡香純
- 平川雄一朗
- 平田敏夫
- 平野功二
- 平山亨
- 平山秀幸
- 広河隆一
- 廣木隆一
- 広瀬襄
- 深川栄洋
- 深作欣二
- 深作健太
- 深田晃司
- 福田克彦
- 福田純
- 福田陽平
- 福田陽一郎
- 福田雄一
- 福富博
- 藤井道人
- 藤田敏八
- 藤田明二
- 藤田容介
- 藤原健一
- 藤村明世
- 船床定男
- 船原長生
- 船曳真珠
- 古居みずえ
- 古庄淳
- 古沢憲吾
- 古田亘
- 降旗康男
- 古厩智之
- 細田守
- 細野辰興
- 堀川弘通
- 堀内博志
- 堀内真直
- 堀切園健太郎
- 堀部圭亮
- 本郷みつる
- 本多猪四郎
- 本田孝義
- 葉七はなこ

## ま行
- 前田弘二
- 前田哲
- 前田直樹
- 前田陽一
- 牧口雄二
- 槙坪夛鶴子
- 牧野省三
- マキノ雅彦
- マキノ雅弘
- 舛田利雄
- 舛成孝二
- 増村保造
- 増山麗奈
- 松居大悟
- 松井良彦
- 松江哲明
- 松尾昭典
- 松尾スズキ
- 松岡錠司
- 松田定次
- 松田大佑
- 松田優作（故人）
- 松梨智子
- 松林宗恵
- 松林要樹
- 松村克弥
- 松本准平
- 松本俊夫
- 松本花奈
- 松本人志
- 松重豊
- 松山善三
- 丸山誠治
- 真利子哲也
- 万田邦敏
- 三池崇史
- 三浦大輔
- 三上康雄
- 三木聡
- 神酒大亮
- 三國連太郎
- 三島有紀子
- 水島総
- 水島努
- 水田伸生
- マイク水野
- 三隅研次
- 溝口健二
- 溝口稔
- 溝口友作
- 三谷幸喜
- 光石富士朗
- みつよしたかひろ
- 港健二郎
- 南柱根
- 源孝志
- 御法川修
- 三原光尋
- 宮崎駿
- 宮平貴子
- 宮本正樹
- ムトウユージ
- 村石宏實
- 村上賢司
- 村山和也
- 村上正典
- 村上龍
- 村川透
- 村野鉄太郎
- 村橋明郎
- 村松亮太郎
- 室賀厚
- 望月六郎
- 本木克英
- 本橋成一
- 本広克行
- 森敦司
- 森一生
- 森岡利行
- 森川陽一郎
- 森﨑東
- 森田芳光
- 森田空海
- 守屋健太郎
- 森谷司郎
- 諸田敏

## や行
- 八木毅
- 矢口史靖
- 矢崎仁司
- 安川有果
- 安田公義
- 安田真奈
- 八十川勝
- 康村諒
- 柳町光男
- 藪下泰司
- 山内重保
- 山内麻里子
- 山川直人
- 山口和彦
- 山口晃二
- 山口ヒロキ
- 山口雄大
- 山崎貴
- 山下耕作
- 山下敦弘
- 山城新伍
- 山田和也
- 山田尚子
- 山田稔
- 山田洋次
- 山戸結希
- 大和屋竺
- 山中貞雄
- 山内鉄也
- 山本暎一
- 山本嘉次郎
- 山本清史
- 山本薩夫
- 山本晋也
- 山本透
- 山本政志
- 山本眸古
- 山本寛
- 山村聰
- 山谷亨
- 行定勲
- 横井健司
- 横尾初喜
- 横川寛人
- 横浜聡子
- 横山博人
- 横山浩之
- 横山雄二
- 吉川惣司
- 吉田恵輔
- 吉田光希
- 吉田浩太
- 吉田大八
- 吉田康弘
- 吉田喜重
- 吉野耕平
- 梁英姫

## ら行
- 李相國
- 李相日
- 利重剛
- 李闘士男
- りんたろう

## わ行
- 若松孝二
- 若松節朗
- 渡辺歩
- 渡辺勝也
- 渡辺邦男
- 渡部高志
- 渡邊孝好
- 渡辺文樹
- 和田誠